# Lotcă
O lotcă este o ambarcațiune din lemn rezistentă, maritimă sau fluvială, tradițional din lemn, mai recent din alte materiale, construită și folosită în mod specific la gurile Dunării și pe coasta de Apus a Mării Negre. Tipul de construcție este atestat din antichitate (sub denumirea de horeia sau horia ) dar cuvântul provine din limba rusă: лодка (« barcă » în general) adoptat probabil odată cu sălășuirea Lipovenilor la gurile Dunării.
Ivan Patzaichin a inventat o ambarcațiune numită canotcă, o combinație între canoe și lotcă.

## Descriere
Dimensiunile sunt variabile, mergând în general de la 3 la 8 metri. Prova și pupa sunt ridicate și incurvate fie pentru a croi drum prin stufărișurile mai răzlețe, fie pentru a rezista talazurilor mării. Lotca se manevra tradițional cu ajutorul unor vele amovibile, al unor vîsle lungi și uneori al unor prăjini proptite de fundul apei. Mai recent, pupa tăiată drept permite instalarea unui motor outboard.

## Imagini

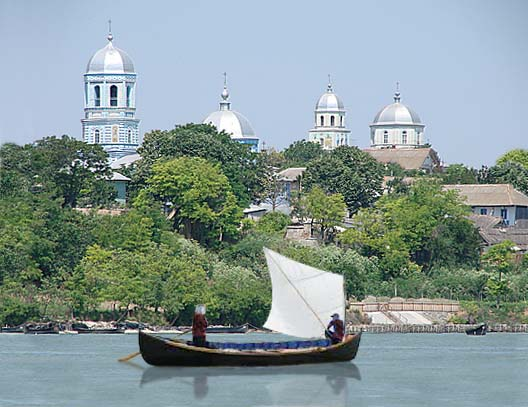
O lotcă tradițională din Sarichioi cu pânza întinsă.
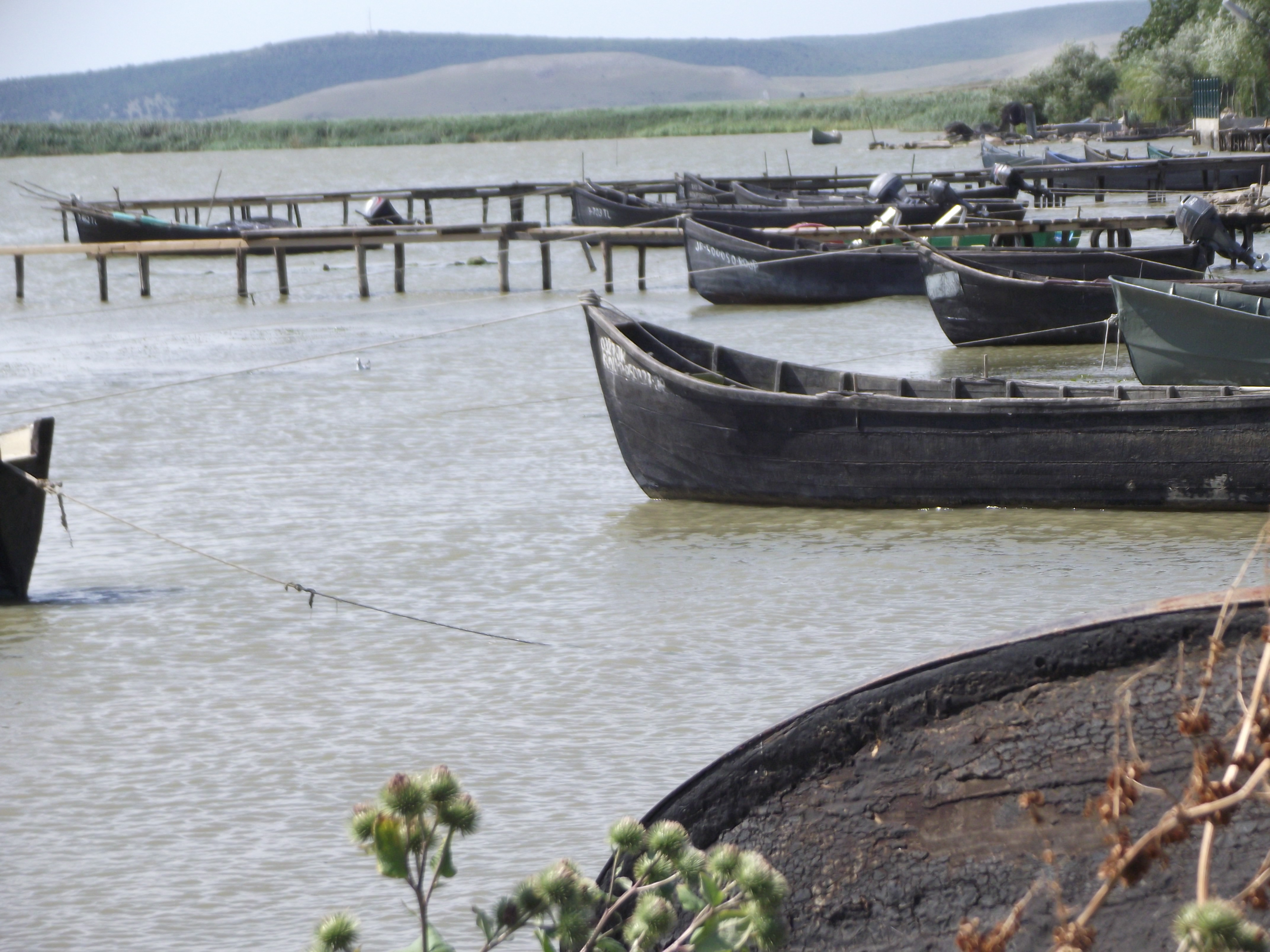
Lotci la Sarichioi.
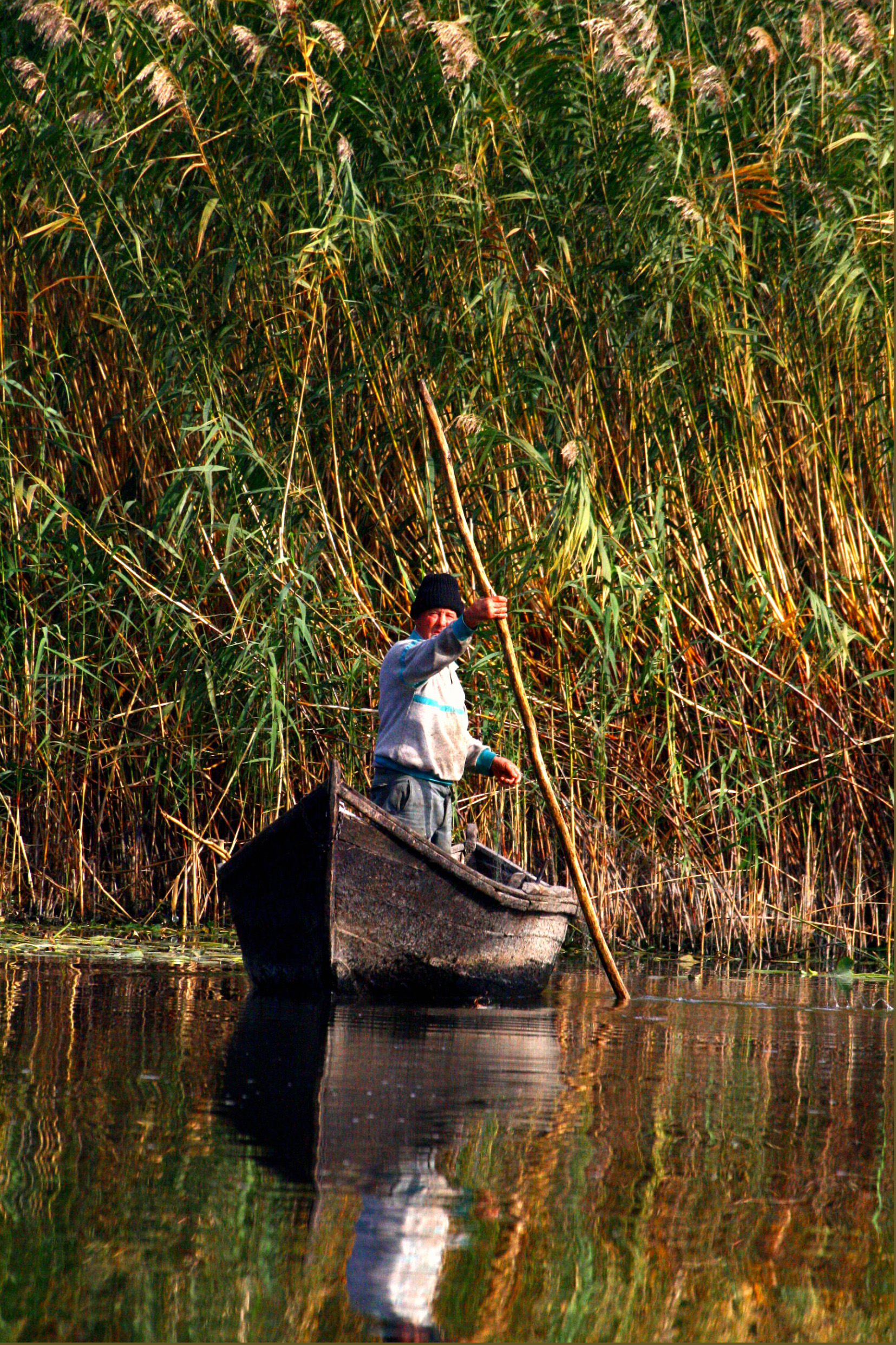
O lotcă manevrată cu prăjina.
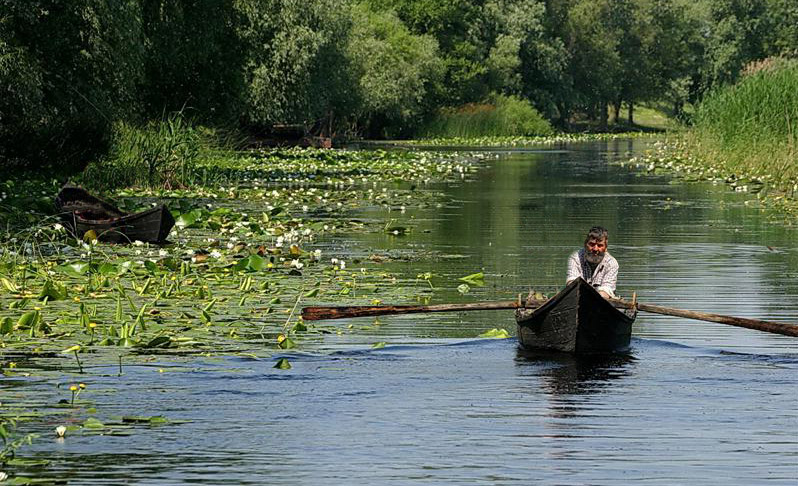
Pescar și lotcă de la Chilia Veche.
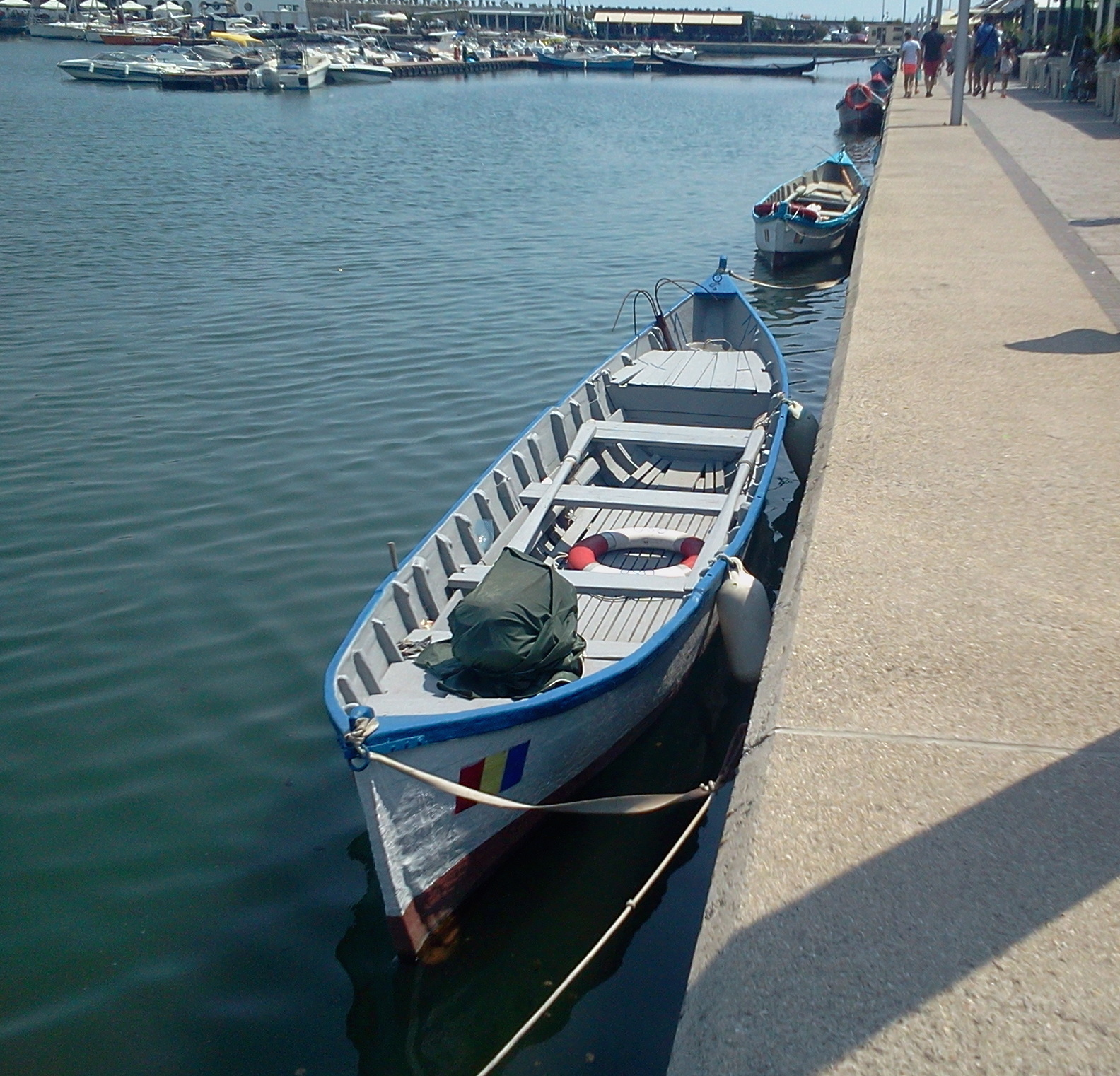
Lotci de pescuit în Constanța (portul Tomis).
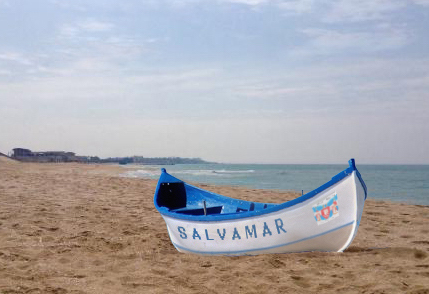
Lotcă a Salvamarului la Constanța.
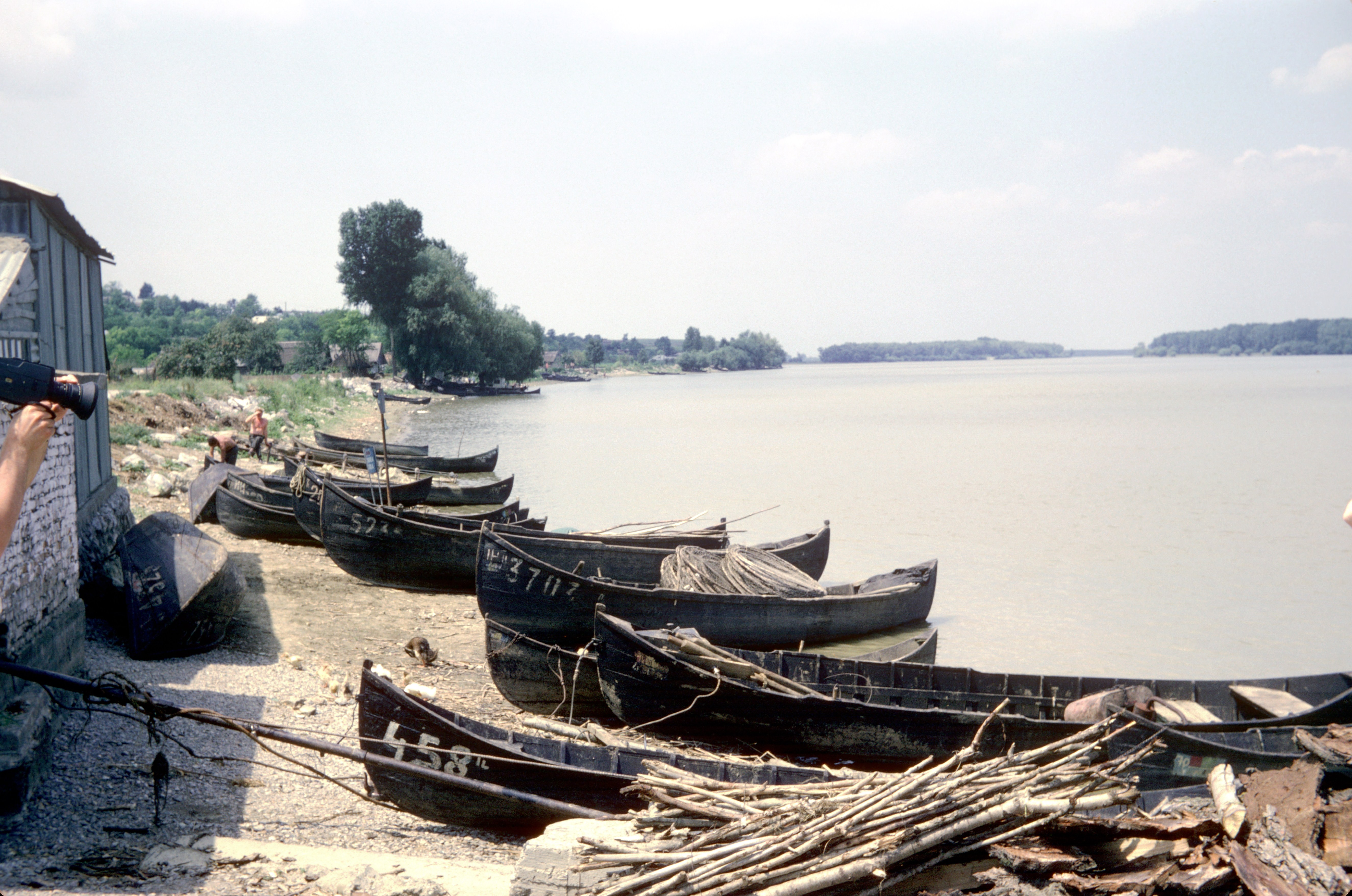
Lotci pe malul brațului Sf.- Gheorghe.
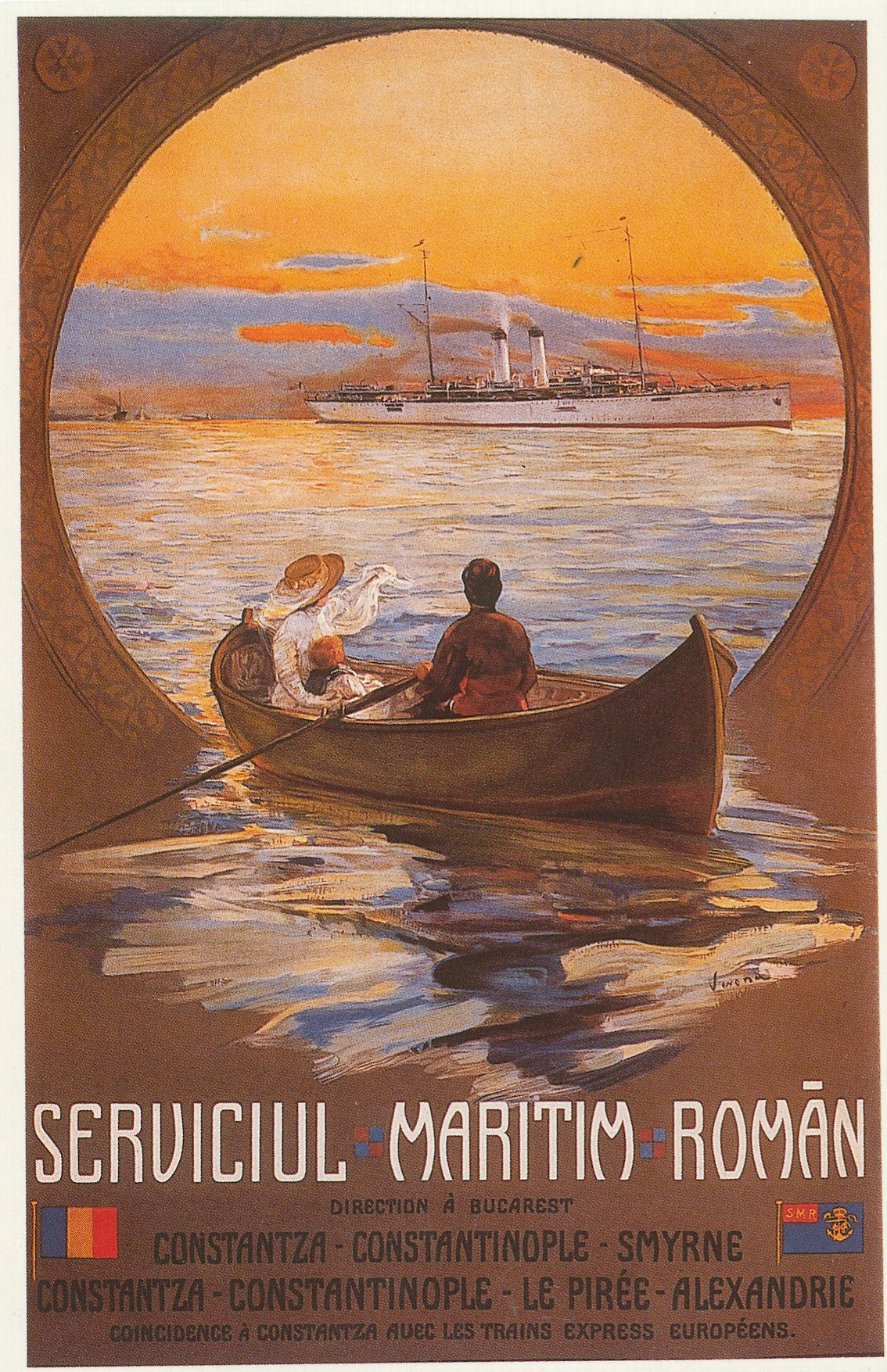
O lotcă pe un afiș al Serviciului maritim român din 1897, operă a pictorului Arthur Verona.
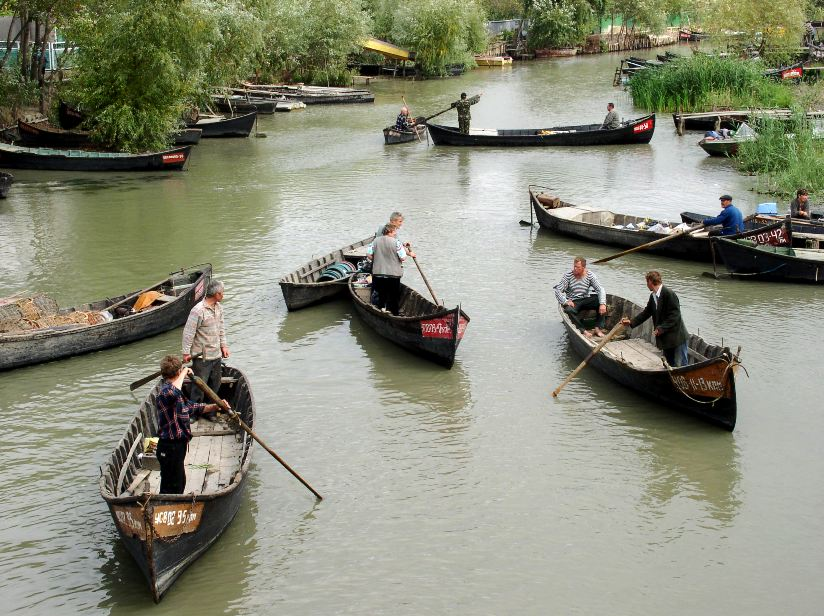
Lotci la Vâlcov în Delta ucraineană.
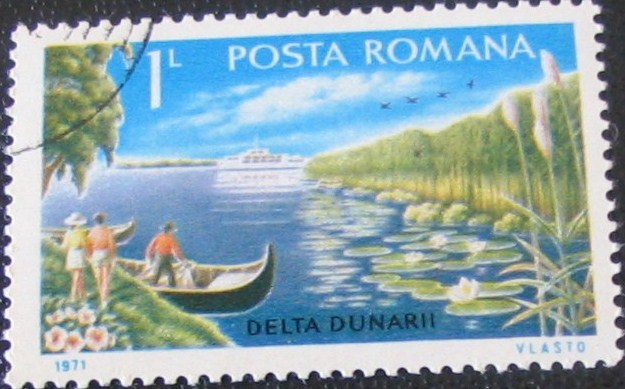
O lotcă pe o marcă poștală consacrată Deltei Dunării.